# Anton Allmayr
Anton Allmayr, Ritter von Allstern, (* 12. Oktober 1761 in Wien; † 20. Jänner 1844 ebenda) war ein österreichischer Beamter.

## Leben
Anton Allmayr, gebürtig am 12. Oktober 1761 in Wien, wurde zuerst in Löwenburg, dann auf einem Konvikt vorgebildet. Im Bayerischen Erbfolgekrieg 1778/1779 war er Fähnrich im winkofschen Freikorps. Im weiteren Verlauf des Kriegs wirkte er im Regiment Kinsky. Nach dem Krieg wurde er Beamter an der kaiserlich-königlichen Hofkammer, die für das Münz- und Bergwesen zuständig war. Von Kaiser Joseph II. geschätzt, ernannte dieser Allmayr zum Inspektionsgehilfen mit Zuständigkeit für österreichische Fabriken. Dabei machte er sich einen Namen und durfte mit Erzherzog Franz, später Kaiser Franz II. eine Reise zu verschiedenen österreichischen Fabriken unternehmen, um ihn mit der Industrie des Landes vertraut zu machen. 1804 erhielt Allmayr schließlich das Amt eines Fabrikinspektors. In diesem Amt beriet er andere Kommissionen, so zur Einführung von Girards Flachsspinnereiverfahren oder zur Einführung der Dampfschifffahrt an der Donau. Außerdem erteilte er Privilegien in der Industrie.
1807 hatte Allmayr Anna Freiin von Born geheiratet, die 1826 starb. Zwei Jahre nach deren Tod trat er in den Ruhestand, nachdem er 49 Jahre lang für die Industrie tätig war. Seine letzten Lebensjahre verbrachte er zurückgezogen, aber trotzdem allgemein geachtet wegen seiner Verdienste um die österreichische Industrie. Am 20. Jänner 1844 starb er schließlich 82-jährig.